# Вільям Валькот
Вільям Францович Валькот (Вільям Волкот, англ. William Walcot; 10 березня 1874, Одеса, Російська імперія — 21 травня 1943, Хастперпойнт, Сассекс (Англія, Британська імперія) — російський архітектор та художник британського походження, працював у Москві 1898—1908 роках. Автор проєкту готелю «Метрополь» та двох особняків у Пречистенському провулку, майстер стилю модерн . Після повернення до Великої Британії став знаменитим як майстер архітектурної графіки та міського пейзажу.

## Біографія

### В Росії
Вільям Валькот народився 1874 року в Люстдорфі (передмістя Одеси). Старший син шотландського торговця Еноха Шеннона (1854—1895,англ. Enoch Shannon), відомого як Френк Волкот (Frank Walcot), та його дружини Катерини (1853—1940), доньки німецького колоніста Готліба Райгерта, пращури якого оселилися за часів Катерини II на колишніх землях Запорізької Січі, що стали іменуватися Новоросійською губернією . В дитинстві та юності з родиною проживав у Європі та Південній Африці. У 17-річному віці повернувся до Російської імперії, вступив до Вищого художнього училища при Імператорській Академії мистецтв . Закінчивши академію з класу Леонтія Бенуа, продовжив навчання в Парижі . Переїхавши до Москви, деякий час працював у Абрамцевських керамічних майстернях Сави Мамонтова .

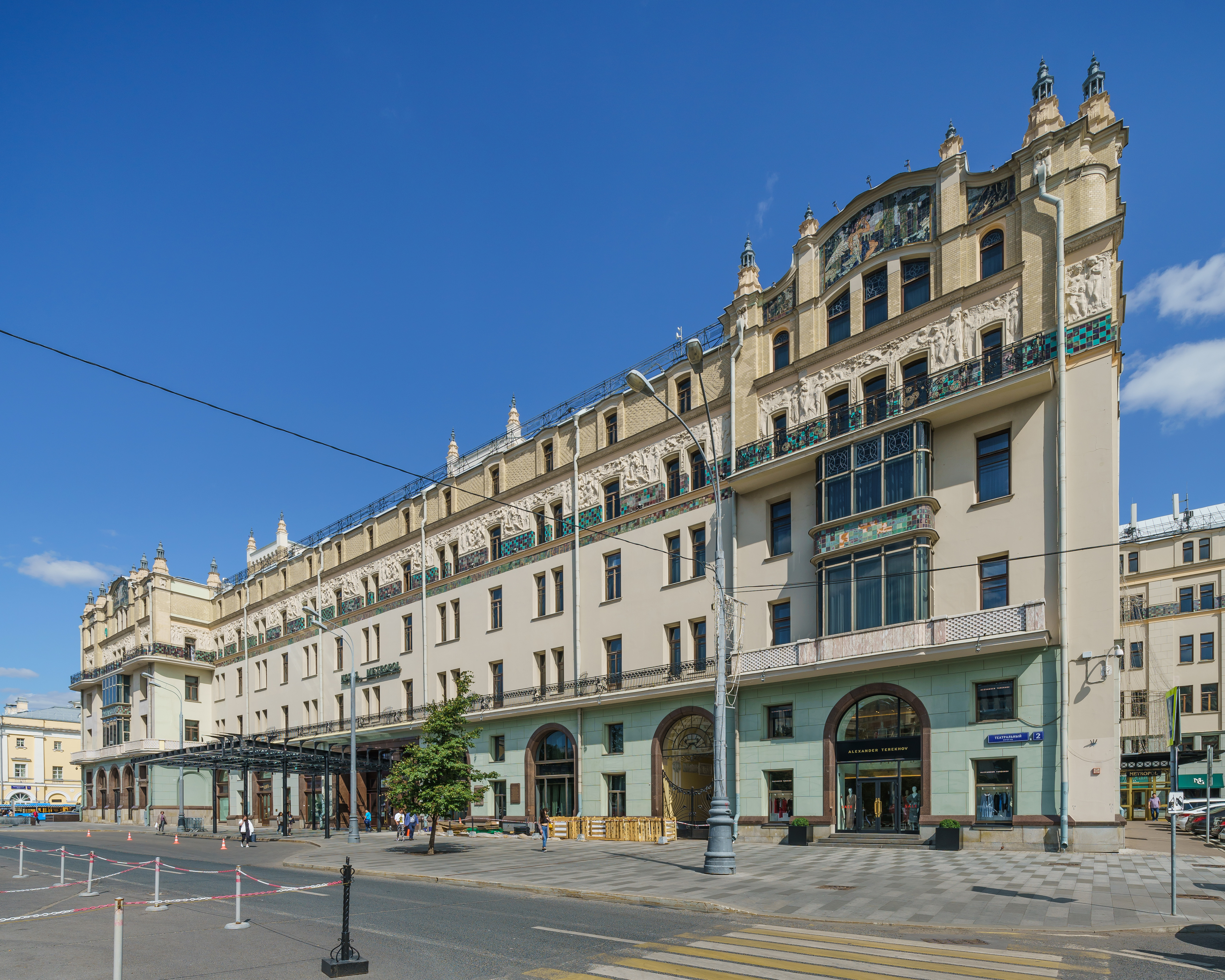
Готель «Метрополь», 1899—1905

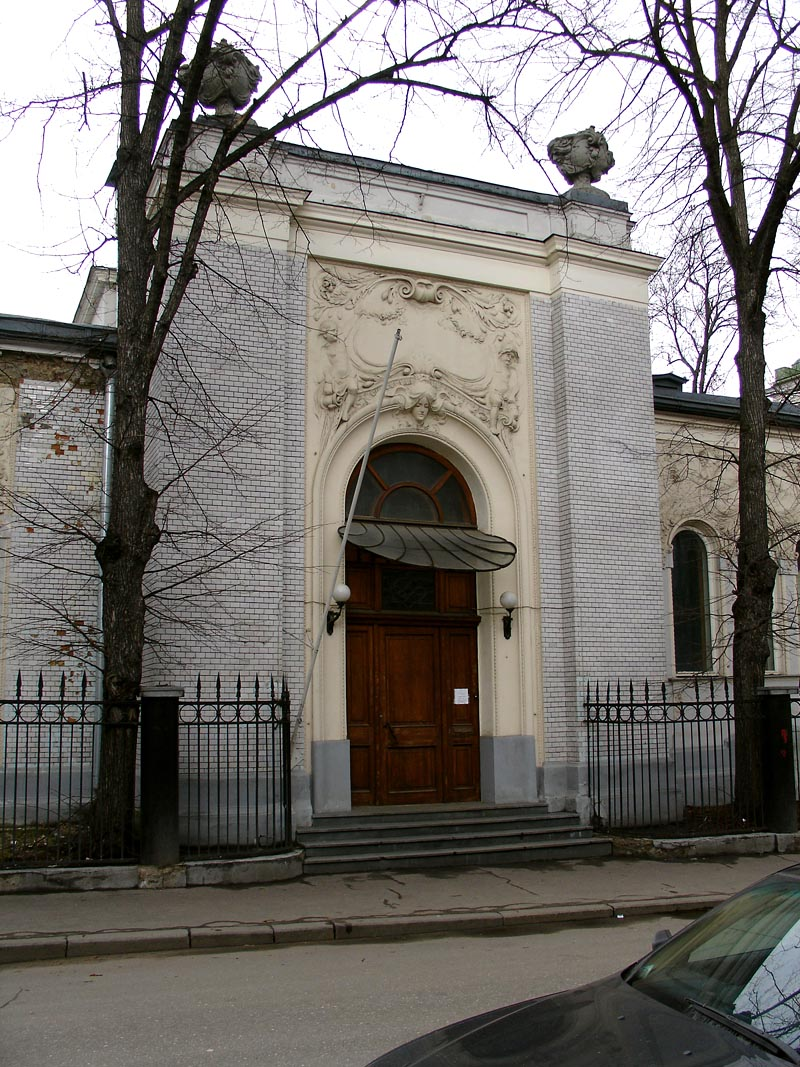
Особняк Гутхейля, Пречистенський провулок, 1903

Найбільша робота Валькота — фасади готелю «Метрополь». У 1898 році Сава Мамонтов викупив ділянки землі по Театральному проїзду для будівництва культурно-ділового центру; ядром будівлі мав стати зал мамонтівської «Приватної опери». Публічний конкурс 1899 року присудив першу премію Леву Кекушеву . Проєкт Валькота під девізом «Жіноча головка» зайняв четверте місце, проте Мамонтов, відкинувши думку професіоналів, вибрав саме його. Того ж 1899 року Мамонтов був заарештований за звинуваченням у фінансових махінаціях, і керівництво проєктом перейшло до Петербурзького страхового товариства; нові керуючі найняли досвідченішого Кекушева в співавтори Валькоту. Побудована будівля має мало спільного з валькотівським проєктом 1899 року (Brumfield, фото 56), проте тема жіночої голівки збережена в інтер'єрах. Будинок, що вигорів у 1901 році і збудований заново до 1905 року, відомий художнім оформленням роботи Михайла Врубеля , Олександра Головіна та Миколи Андрєєва .

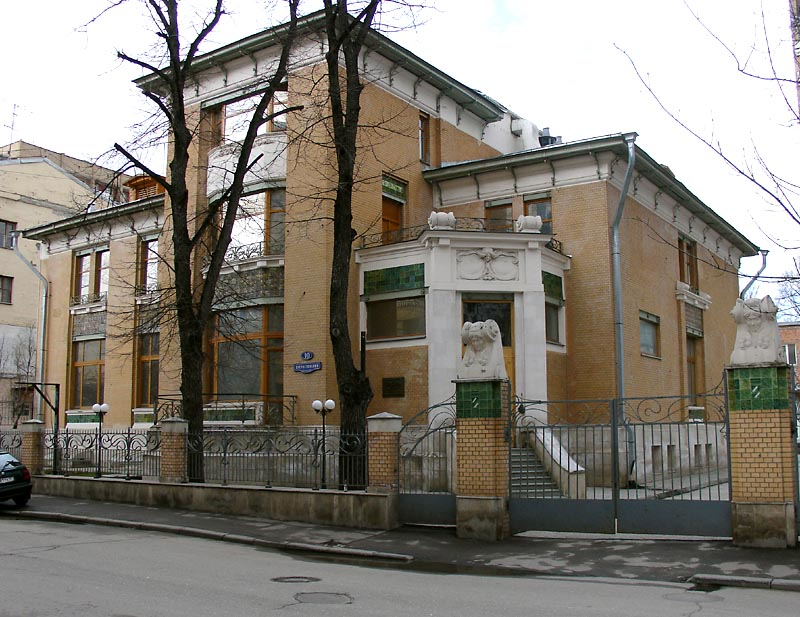
Особняк Якунчикової, Пречистенський провулок, 1900

«Жіноча головка» у замку склепіння повторюється у двох інших московських роботах Валькота — особняках Якунчикової (1900) та Гутхейля (1903), збудованих на сусідніх ділянках по Пречистенському провулку. Тоді ж Валькот виконав мозаїчні фризи для власного дому Лева Кекушева в Глазовському провулку (підписано WW). Власний стиль Валькота — т. з. англійський модерн — суттєво відрізняється від франко-бельгійського модерну Лева Кекушева своєю стриманістю та простими формами з чітким вертикальним членуванням. Валькот регулярно публікував ескізи своїх проєктів у професійній пресі, вплинувши на покоління сучасних йому архітекторів. Крім згаданих будівель, він збудував у Москві готель-гуртожиток у Спиридоньєвському провулку, № 9 та прибутковий будинок Московського торгово-будівельного акціонерного товариства в М'ясницькому проїзді, 4 (спільно з Іваном Кондратенком).
У 1902—1905 роках Валькот зазнав серії невдач на публічних конкурсах. Він виграв конкурс на проєкт лютеранського собору в Старосадському провулку (1902), але громада розпочала будівництво за проєктом архітектора Віктора Косова . 1904 року Валькот програв конкурс на зведення прибуткового будинку Політехнічного товариства на М'ясницькій вулиці Адольфа Мінкуса . Будівля, зведена Олександром Кузнєцовим у 1907 році, включає елементи валькотівського проєкту (Brumfield, рис. 58).

### У Великій Британії
Валькот повернувся до Лондона в 1908 році (за іншими даними, в 1906 році, у зв'язку з хворобою дружини, яка незабаром померла ), спочатку працював художником-графіком на південноафриканського архітектора Юстаса Фрера (1863—1944). Валькот не зміг утвердитися на батьківщині як архітектор-практик; за все життя у Великій Британії, він спроєктував і побудував єдину будівлю (61, Сент-Джеймс-стріт, Лондон, 1933). Проте Валькот став відомим як талановитий художник архітектурного пейзажу. Працюючи на провідних британських архітекторів (Едвін Лаченс, Герберт Бейкер, Естон Вебб), у Римі, Парижі, Нью-Йорку, Валькот створив безліч архітектурних ескізів та міських пейзажів у манері, близькій до імпресіонізму . У 1919 році Валькот видав перший альбом власних картин і гравюр, у 1913—1922 роках став дійсним членом британських художніх товариств. З початком Другої світової війни Валькот втратив замовлення. В 1943 році він наклав на себе руки (за спогадами доньки Валькота, Поллі Волкот-Стюарт, був поранений під час бомбардування Лондона і незабаром помер у невеликому місті неподалік Лондона ).

## Проєкти та споруди
- Проєкт англійської церкви (1890-ті, Одеса);
- Конкурсний проект фасаду готелю " Метрополь ", 4-та премія (Москва, Театральна площа, 1/14). Проєкт ліг в основу реалізованих фасадів готелю [сн 1];
- Особняк М. Ф. Якунчикової (1899—1900, Москва, Пречистенський провулок, 10);
- Проект театру Шарля Омона (1900, Москва), не здійснено;
- Проєкт особняка (1900, Москва, Пречистенський провулок, 8), не здійснено;
- Прибутковий будинок Московського торгово-будівельного товариства, спільно з Іваном Кондратенком (1900—1901, Москва, М'ясницький проїзд, 4);
- Особняк К. Гутхейля та службові споруди (1902—1903, Москва, Пречистенський провулок, 8);
- Проєкт Лютеранської церкви Святих Апостолів Петра і Павла, здійснений архітектором Віктором Косовим за дещо зміненим проєктом (1903, Москва, Старосадський провулок, 7/10);
- «Сент Ендрюс Хаус», пансіон Дж. МакГілл для гувернанток (1903—1904, Москва, Спиридоньєвський провулок, 9);
- Будинок Науково-технічного товариства (1904, Москва, Малий Харитоніївський провулок, 4), не здійснено;
- Проєкт станції Московської окружної залізниці (1900-ті, Москва), не здійснено;
- Проєкт особняка (1900-ті, Москва), не здійснено;
- Проєкт театру (1900-ті, Новочеркаськ), не здійснено;
- Перебудова, зміна фасаду прибуткового будинку Торгово-Будівельного товариства (Товариства власників Охотнорядського та інших будинків) (1900-ті, Москва, Охотний Ряд, 8/2), перебудований;
- Проєкт перебудови Російського для зовнішньої торгівлі банку (1900-ті, Санкт-Петербург), не здійснено;
- Участь у проєктуванні Нью-Делі, під керівництвом Е. Лютенса (1912—1914, Делі, Індія);
- Будинок (1932—1933, Лондон, Сент-Джеймс Стріт, 61);
- Участь у проєкті перепланування центру Лондона, під керівництвом Пітера Еберкромбі (1941—1943, Лондон).